# (2959) Scholl
(2959) Scholl (1983 RE2; 1968 UB3; 1977 UK; 1978 EY1) ist ein ungefähr 33 Kilometer großer Asteroid des äußeren Hauptgürtels, der am 4. September 1983 vom US-amerikanischen Astronomen Edward L. G. Bowell am Lowell-Observatorium, Anderson Mesa Station (Anderson Mesa) in der Nähe von Flagstaff, Arizona (IAU-Code 688) entdeckt wurde.

## Benennung
(2959) Scholl wurde nach dem deutschen Astronomen Hans Scholl (* 1942) benannt, der am Astronomischen Rechen-Institut in Heidelberg arbeitete. Er ist für theoretischen Arbeiten über die Umlaufbahnen von Kleinplaneten bekannt und hat die Bahnresonanz im äußeren Hauptgürtel untersucht einige Umlaufbahnen untersucht, darunter die von (2062) Aten und (2060) Chiron.